# Physcomitrium thieleanum
Physcomitrium thieleanum är en bladmossart som beskrevs av Georg Ernst Ludwig Hampe 1844. Physcomitrium thieleanum ingår i släktet huvmossor, och familjen Funariaceae. Inga underarter finns listade i Catalogue of Life.